# Eva Wagnerová-Pasquierová
Eva Wagnerová-Pasquierová, nepřechýleně Eva Wagner-Pasquier (* 14. dubna 1945 Oberwarmensteinach), je německá divadelní manažerka a od roku 2008 – společně se svou nevlastní sestrou Katharinou Wagnerovou – umělecká vedoucí a provozní ředitelka Hudebních slavností v Bayreuthu.

## Životopis
Eva Wagnerová-Pasquierová je dcera Wolfganga Wagnera a jeho první manželky Ellen Drexelové, a tím také vnučka Siegfrieda Wagnera, pravnučka Richarda Wagnera a prapravnučka Franze Liszta.
Po smrti strýce Wielanda Wagnera pracovala Eva Wagnerová v letech 1967 až 1976 v Bayreuthu jako asistentka svého otce při vedení Hudebních slavností Richarda Wagnera v Bayreuthu. Ona objevila tenoristu Petera Hofmanna a zásadně se podílela na tvorbě obsazení a průběhu zkoušek pro „Prsten století“ režiséra Patrice Chéreaua v roce 1976. Poté však slavnosti opustila z důvodu odcizení, které mezi ní a jejím otcem nastalo po rozvodu jejích rodičů a svatbě Wolfganga Wagnera s Gudrun Wagnerovou. Ve stejné době spolupracovala i na jiných představeních, např. s režisérem Augustem Everdingem (1928-1999) na Salome a s režisérem Otto Schenkem (*1930) na operách Don Carlos a Návštěva staré dámy ve Vídeňské státní opeře.
V letech 1973-1984 pracovala u firmy specializované na filmy v oblasti vážné hudby Unitel Films a měla na starosti více než 35 operních a 120 koncertních filmů. V této době se seznámila s filmovým producentem Yvesem Pasquierem, který se stal jejím manželem. Roku 1982 se jim narodil syn Antoine Amadeus Pasquier.
V letech 1984-87 Eva Wagnerová-Pasquierová pracovala jako režisérka u Royal Opera House, Covent Garden v Londýně, 1989-1993 byla programovou ředitelkou nově založené pařížské Opéra Bastille. Poté působila jako umělecký poradce pro Houston Grand Opera v texaském Houstonu (1993-95), Théâtre du Châtelet v Paříži (1994-98) a Teatro Real v Madridu (1996-97). Od roku 1996 je vyšší uměleckou konzultantkou Metropolitní opery v New Yorku a od téže doby do roku 2009 působila rovněž jako umělecká poradkyně Hudebního festivalu v Aix-en-Provence a s ním spojené Evropské hudební akademie.
Když její otec poprvé ze zdravotních důvodů zvažoval odchod z vedení Hudebních slavností v Bayreuthu, jmenovala ji roku 2001 správní rada Nadace Richarda Wagnera Bayreuth většinou 22 ku 2 hlasům jako budoucí vedoucí slavností. Její otec se však odvolal na svou časově neomezenou pracovní smlouvu a odmítl toho hlasování, neboť si přál, aby po něm nastoupila jeho druhá žena Gudrun.
Teprve po náhlé smrti Gudrun Wagnerové na konci roku 2007 došlo mezi otcem a dcerou ke sblížení. V dubnu 2008 Wolfgang Wagner vyslovil svou připravenost odstoupit s tím, že po něm vedení převezmou hudebních slavností převezmou obě jeho dcery – Eva Wagnerová-Pasquierová a Katharina Wagnerová. Nato obě podaly správní radě nadace společnou kandidaturu, která ji dne 1. září 2008 většinou 22 hlasů (se 2 abstencemi) přijala.
Za zásluhy o divadelnictví ve Francii byla Eva Wagnerová vyznamenána rytířským stupněm Řádu umění a literatury a roku 2010 získala nejvyšší francouzské státní vyznamenání Řád čestné legie.